# قائیندی (شهرستان کمین)
قائیندی (به لاتین: Kayyngdy) یک منطقهٔ مسکونی در قرقیزستان است که در شهرستان کمین واقع شده‌است. قائیندی ۱ کیلومتر مربع مساحت و ۱٬۴۱۴ نفر جمعیت دارد و ۱٬۶۳۰ متر بالاتر از سطح دریا واقع شده‌است.